# Краснов, Николай Фёдорович (лётчик)
Николай Фёдорович Краснов (1914—1945) — лётчик-ас советской истребительной авиации в годы Великой Отечественной войны. Майор. Герой Советского Союза (1944).

## Биография
Родился 9 декабря 1914 года в деревне Княжичи ныне Гороховецкого района Владимирской области. Жил в городе Вязники, где окончил школу и аэроклуб. С 1929 года работал ответственным секретарём Вязниковского районного совета физкультуры.
В Красной Армии служил в 1930—1934 годах. В 1934 году окончил Тамбовскую военную авиационную школу лётчиков. После увольнения в запас в 1934 году работал пилотом в Днепровском авиационном отряде Гражданского Воздушного Флота СССР. С 1936 года направлен лётчиком-испытателем на авиационном заводе в Бердянске, испытывал новые винты. С 1938 года жил в городе Пермь, работал лётчиком-испытателем ОКБ-19 и завода № 19 имени И. В. Сталина (ныне, на той же площадке: Пермский моторный завод).
С июня 1941 года на фронтах Великой Отечественной войны. В первые месяцы войны воевал лётчиком 402-го истребительного авиационного полка особого назначения (57-я смешанная авиационная дивизия, ВВС Северо-Западного фронта) в звании старшего лейтенанта. Летал на истребителе МиГ-3. В самые тяжелые первые месяцы войны проявил себя умелым воздушным бойцом, сбил 3 немецких самолёта лично и 1 в паре. 6 октября 1941 года тяжело ранен в воздушном бою и 5 месяцев провёл в госпитале.
С марта 1942 года вновь на фронте, штурман 31-го истребительного авиационного  (206-я истребительная авиационная дивизия, 2-я воздушная армия, Брянский фронт). 31 мая 1942 года его истребитель ЛаГГ-3 был сбит. Приземлился на территории противника, будучи ранен в ногу. Сжёг свой самолёт, скрылся в лесу и 9 суток пробирался к своим. Сумел перейти линию фронта. Через неделю после возвращения в полк снова приступил к полётам. В этом полку одержал только одну победу, когда в мае 1942 года при атаке аэродрома Курска сбил пытавшийся атаковать немецкий истребитель Ме-110.
В июне 1943 года был переведён в 116-й истребительный авиационный полк и освоил новейший истребитель Ла-5. Там его талант лётчика-истребителя раскрылся в полной мере. К декабрю 1943 года будучи командиром эскадрильи 116-го истребительного авиационного полка (295-я истребительная авиационная дивизия, 9-й смешанный авиакорпус, 17-я воздушная армия, 3-й Украинский фронт) выполнил 279 боевых вылетов, провёл 85 воздушных боёв, сбил 31 самолёт противника (из  них 30 лично). В этом же полку сражался в Курской битве, в Изюм-Барвенковской, Белгородско-Харьковской, Донбасской операциях и в битве за Днепр. В бою 6 сентября он сбил сразу 3 немецких самолёта, а в боях 10 октября и 13 октября сбивал по 2 самолёта.
Указом Президиума Верховного Совета СССР «О присвоении звания Героя Советского Союза офицерскому составу военно-воздушных сил Красной Армии» от 4 февраля 1944 года за «образцовое выполнение боевых заданий командования на фронте борьбы с немецкими захватчиками и проявленные при этом отвагу и геройство» удостоен звания Героя Советского Союза с вручением ордена Ленина и медали «Золотая Звезда».
С февраля 1944 года командовал эскадрильей в 31-м иап, с августа 1944 года — опять в 116-м иап, с октября 1944 года — в 530-м иап. Всего на фронте майор Н. Ф. Краснов совершил свыше 400 боевых вылетов, провёл более 100 воздушных боёв, в которых лично сбил 41 и в группе 1 самолёт противника. В боях был ранен 6 раз, из них дважды тяжело.
29 января 1945 года возвращаясь с боевого задания, из за отказа мотора произвёл вынужденную посадку вне аэродрома и погиб при катастрофе под Будапештом. 
Похоронен в Одессе на Аллее Славы у памятника Неизвестному матросу.

## Награды
- Герой Советского Союза (4.02.1944)
- орден Ленина (4.02.1944)
- 2 ордена Красного Знамени (27.11.1941, 30.07.1943))
- орден Александра Невского (6.03.1944)
- 2 ордена Отечественной войны 1-й степени (5.11.1942, 14.02.1945 — посмертно)

## Память
- Именем Героя названы: улицы в городах Киеве, Одессе[4], Запорожье и Гороховце; микрорайон, сквер и улица в городе Перми, где также установлены две мемориальные доски.
- Имя Николая Краснова высечено на барельефе в форме звезды, установленном в городе Вязники на Аллее Славы возле Вечного Огня, вместе с именем другого вязниковца, Героя Советского Союза — Ивана Петровича Корчагина.